# 殴る白衣の天使
『殴る白衣の天使』（なぐるはくいのてんし）は、原作：篠崎一夜、漫画：香坂透による日本のBL漫画作品。2000年6月に桜桃書房より発行。

## あらすじ
正城医院で研修医2年目の如月侑那は、尊敬してやまない次期医院長候補の正宗誠一郎のもとで外科の勉強をしていた。しかしある日、正宗の卑劣な行動を目の当たりにし、侑那は正宗を殴ってしまう。

## 登場人物
正宗誠一郎（まさむね せいいちろう）声 - 三木眞一郎
主人公。医院長の甥であり次期医院長候補。
如月侑那（きさらぎ ゆきな）声 - 千葉進歩
正城医院で研修医2年目。
正宗春次（まさむね はるつぐ?）声 - 遊佐浩二
五十嵐智紀（いがらし ともき?）声 - 岡野浩介
五十嵐義忠（いがらし よしただ?）声 - 小杉十郎太
今岡奈津美（いまおか なつみ）声 - 牧野芳奈
大谷武（おおたに たけし?）声 - 保村真
看護婦声 - 桃森すもも
正城医院の看護婦。
麻酔医声 - 小原雅一
正城医院の麻酔医。
警備員声 - 阿部信行
正城医院の警備員。

## ドラマCD
殴る白衣の天使
インターコミュニケーションズより2002年7月25日に発売。
- キャスティング：高橋正彦
- プロデューサー：是安浩二
- 演出：阿部信行
- 音楽：佐藤啓
- 整音スタジオ：ディオス